# Saison 4 des Frères Scott
Chronologie
Saison 3 Saison 5
Cet article présente le guide des épisodes de la quatrième saison de la série télévisée Les Frères Scott. Composée de 21 épisodes, cette saison présente les aventures de Lucas et Nathan Scott ainsi que de leur famille et amis depuis l'accident de voiture de Rachel et Cooper jusqu'à la fin du lycée et l'incarcération de Dan Scott.
Elle est la première saison à être diffusée sur la chaîne The CW.

## Distribution
- Chad Michael Murray (VF : Yoann Sover) : Lucas Scott (21/21)
- James Lafferty (VF : Franck Tordjman) : Nathan Scott (21/21)
- Hilarie Burton (VF : Laura Préjean) : Peyton Sawyer  (21/21)
- Bethany Joy Lenz (VF : Nathalie Gazdik) : Haley James Scott (21/21)
- Sophia Bush (VF : Barbara Delsol) : Brooke Davis (21/21)
- Paul Johansson (VF : Mathieu Buscatto) : Dan Scott (20/21)
- Barbara Alyn Woods (VF : Marie-Martine Bisson) : Deborah Lee (14/21)
- Lee Norris (VF : Olivier Podesta) (Marvin "Micro" McFadden) (17/21)
- Antwon Tanner (VF : Vincent Barazzoni) (Antwon "Skills" Taylor) (13/21)
- Danneel Harris (VF : Aurélia Bruno) (Rachel Gatina) (16/21)
- Barry Corbin (VF : Philippe Catoire) (Whitey Durham) (12/21)
- Moira Kelly (VF : Élisabeth Fargeot) (Karen Roe) (20/21)

### Acteurs récurrents
- Vaughn Wilson (VF : Fabrice Trojani) : Ferguson « Fergie » Thompson
- Bevin Prince (VF : Laurence Sacquet) : Bevin Mirskey
- Tyler Hilton (VF : Christophe Lemoine) : Chris Keller
- Cullen Moss (VF : Charles Pestel) : Junk Moretti
- Michael Trucco (VF : Jérôme Rebbot) : Cooper Lee
- Matt Barr (VF : Fabrice Fara) : Ian Banks
- Ernest Waddell (en) (VF : Jérémy Prévost) : Derek Sommers (le vrai frère de Peyton)
- Rick Fox (VF : Pierre-François Pistorio) : Daunte Jones
- Rey Valentin (en) (VF : Damien Boisseau) : Nick Chavez
- Kelsey Chow (VF : Élodie Ben) : Gigi Silveri
- Elisabeth Harnois (VF : Léa Gabriele) : Shelly Simon
- Stephen Colletti (VF : Charles Germain) : Chase Adams
- Amber Wallace (VF : Zoé Bettan) : Glenda Farrell
- Craig Sheffer (VF : Constantin Pappas) : Keith Scott

## Résumé
Lucas saute à l'eau pour aider Nathan à sortir Rachel et Cooper de leur voiture au fond de la rivière et les remonter à la surface. Finalement, tout le monde s'en sort vivant, mais Cooper quitte Tree Hill. Rachel lui a avoué qu'elle avait menti en lui disant qu'elle était enceinte. La fille qui avait un test de grossesse dans son sac à main au mariage était Haley qui, elle, est bel et bien enceinte, même si tout le monde croyait que c'était Brooke au départ. Cette dernière rompt avec Lucas car elle ne supporte plus leur relation. Après avoir introduit son ami Skills dans l'équipe, Lucas réintègre lui aussi les Ravens mais avec quelques restrictions à cause de son problème de cœur.
Peyton fait une étonnante découverte : elle a un demi-frère, Derek, du côté de son père biologique. Elle fait sa connaissance, mais Lucas remarque que Derek semble avoir une attirance anormale pour sa sœur. Celui-ci se révèle être un psychopathe qui tente d'agresser Peyton chez lui, mais Lucas et le vrai Derek interviennent à temps en le poussant par la fenêtre. Quand la police arrive, le psychopathe s'est enfui. Peyton tisse des liens avec son vrai frère, un militaire, qui lui apprend à maîtriser ses émotions et lui conseille de révéler ses sentiments à Lucas. Après son départ, Peyton avoue à Lucas qu'elle l'aime. Il ne réagit pas de la façon dont elle l'aurait espéré.
Debbie retombe dans l'alcool et les anti-dépresseurs. Sa dépendance l'éloigne de tout son entourage. Quand Dan lui avoue qu'il ne l'a jamais aimé et a toujours gardé des sentiments pour Karen, dont il s'est beaucoup rapproché au cours des dernières semaines, Debbie fait une tentative de suicide. Elle refuse d'aller au centre de désintoxication, mais Karen profite de ce qu'elle dort pour l'y emmener. Nathan, quant à lui, a fait un pacte avec le diable : il a promis à Daunte, un escroc, de perdre la finale du championnat de basket en échange des quinze mille dollars qui régleraient les problèmes d'argent de son couple. Mais prenant conscience que c'est le dernier match avant la retraite de Whitey, Nathan décide de faire passer en premier le rêve de son entraîneur : gagner le championnat.
Ils gagnent le match. Dans les cris de joies et les confettis, Lucas et Peyton s'embrassent et commencent pour la première fois à sortir ensemble officiellement. Plus tard, Daunte, pour se venger de Nathan, lui fonce dessus avec sa voiture, mais c'est Haley qui est renversée tandis que Daunte percute un mur avec sa voiture et meurt. Lucas assiste à la scène et le choc de voir ce qui arrive à son amie lui provoque une crise cardiaque. Dans le coma, il fait un rêve : Keith lui dit que ce n'est peut-être pas Jimmy qui l'a tué... Lucas et Haley se réveillent. Par miracle, le fœtus est sauf.
Brooke et Rachel, venues voler les réponses des examens à venir, se font surprendre par le directeur et donnent comme excuse qu'elles allaient à la réunion des "Clean Teens", un club d'ados décidés à garder leur virginité jusqu'au mariage. Elles intègrent le groupe contraintes et forcées. Le matin suivant, Chase, un nouvel élève qui plait tout de suite à Brooke, intègre le groupe ce qui la convainc d'y rester. Par contre, Rachel est renvoyée bien vite. L'histoire de Brooke et Chase durera peu de temps, tout comme celle de Micro avec la présidente du club, Shelly. On découvre que quelqu'un a volé les réponses de tests et c'est Rachel qui est désignée coupable. Elle est renvoyée du lycée. Haley, sa tutrice, est également renvoyée du centre de tutorat même si elle n'a rien fait de mal. Rachel décide de quitter Tree Hill.
Deborah sort du centre de désintoxication après quelques semaines. Elle rentre chez elle où ont emménagé Nathan et Haley depuis qu'ils ont quitté leur appartement à cause de leurs problèmes d'argent. Lucas essaie de convaincre Peyton d'aller au bal de promo. Celle-ci refuse avant de changer d'idée à la dernière minute. Alors qu'elle finit de se préparer, on sonne à la porte : c'est le faux Derek! Il la ligote dans son sous-sol avec Brooke, arrivée entre-temps. Peyton utilise son charme pour les délivrer et elles livrent un combat acharné au psychopathe qu'elles finissent par mettre hors d'état de nuire. Grâce à cet événement, Peyton et Brooke redeviennent amies. Rachel quitte Tree Hill avec Micro, mais elle le laisse tomber et ses amis doivent le sortir de prison où il a été enfermé pour vagabondage.
Après que Keith lui a dit dans son rêve que Jimmy n'était peut-être pas son meurtrier, Lucas mène son enquête et retrouve Abby, la fille diabétique que Jimmy avait laissé partir du local des otages, le jour de la fusillade. Elle s'était en fait cachée dans un petit local vitré et, à travers les stores, a vu Dan tuer Keith. Alors que Dan et Karen commencent à se fréquenter, Lucas dénonce son père à la police, mais Dan prétend que Lucas ment car il est perturbé par sa relation avec sa mère.
Dans l'épisode final de la saison, l'année scolaire est finie depuis deux semaines au lycée de Tree Hill et le problème de Nathan avec Daunte a refait surface. Les universités le rejettent car il a truqué des matchs pour régler sa dette avec Daunte. Nathan devra se contenter d'un avenir beaucoup plus banal que celui d'une star de basket. Brooke et Chase sont à nouveau ensemble et Rachel revient à Tree Hill. Tout le monde est heureux et tout rentre dans l'ordre. Karen et Haley ont accouché. Lucas et Brooke seront le parrain et la marraine de Jamie, l'enfant de Nathan et Haley. Lily, la fille de Karen, sera élevée seulement par Karen, comme Lucas... Dan, qui s'est dénoncé, est mis en prison.

## Épisode 1:Eaux profondes
- États-Unis : 27 septembre 2006
- France : 25 août 2007
- Québec : 28 août 2007[1]

- États-Unis : 3,64 millions de téléspectateurs[2] (première diffusion)
- France : 1,4 million de téléspectateurs (première diffusion)

- Michael Trucco (Cooper Lee)
- Vaughn Wilson (Fergie)
- Cullen Moss (Junk)

## Épisode 2:Perdre pieds
- États-Unis : 4 octobre 2006
- France : 1er septembre 2007
- Québec : 4 septembre 2007

- États-Unis : 3,09 millions de téléspectateurs[3] (première diffusion)
- France : 1,9 million de téléspectateurs (première diffusion)

- Michael Trucco (Cooper Lee)
- Matt Barr (Derek)

## Épisode 3:Reconnaissance
- États-Unis : 11 octobre 2006
- France : 1er septembre 2007
- Québec : 11 septembre 2007

- États-Unis : 3,28 millions de téléspectateurs[4] (première diffusion)
- France : 1,90 million de téléspectateurs (première diffusion)

- Bevin Prince (Bevin Mirskey)
- Matt Barr (Derek Sommers)
- Kelsey Chow (Gigi Silveri)

## Épisode 4:Quand tout bascule
- États-Unis : 18 octobre 2006
- France : 8 septembre 2007
- Québec : 18 septembre 2007

- États-Unis : 2,95 millions de téléspectateurs[5] (première diffusion)
- France : 1,70 million de téléspectateurs (première diffusion)

- Bevin Prince (Bevin Mirskey)
- Matt Barr (Derek Sommers)
- Elisabeth Harnois (Shelly Simon)
- Amber Wallace (Glenda Farrell)
- Lupe Fiasco (Lupe Fiasco)

## Épisode 5:Faux frères
- États-Unis : 25 octobre 2006
- France : 8 septembre 2007
- Québec : 25 septembre 2007

- États-Unis : 3,57 millions de téléspectateurs[6] (première diffusion)
- France : 2,10 millions de téléspectateurs (première diffusion)

- Matt Barr (Derek)
- Shawn Shepard (Proviseur Turner)
- Rey Valentin (Nick Chavez)
- Ernest Waddell (Derek Sommers)

## Épisode 6:Quelqu'un sur qui compter
- États-Unis : 8 novembre 2006
- France : 15 septembre 2007
- Québec : 2 octobre 2007

- États-Unis : 3,52 millions de téléspectateurs[7] (première diffusion)
- France : 2,30 millions de téléspectateurs (première diffusion)

- Rick Fox (Daunte Jones)
- Conrad Goode (Bear)
- Ernest Waddell (Derek Sommers)
- Rey Valentin (Nick Chavez)
- Kelsey Chow (Gigi Silveri)

## Épisode 7:L'engrenage
- États-Unis : 15 novembre 2006
- France : 8 décembre 2008
- Québec : 9 octobre 2007

- États-Unis : 3,25 millions de téléspectateurs[8] (première diffusion)
- France : 1,80 million de téléspectateurs (première diffusion)

- Rick Fox (Daunte Jones)
- Conrad Goode (Bear)
- Ernest Waddell (Derek Sommers)
- Rey Valentin (Nick Chavez)
- Kelsey Chow (Gigi Silveri)
- Shawn Shepard (Proviseur Turner)

## Épisode 8:Remise des prix
- États-Unis : 22 novembre 2006
- France : 9 décembre 2008
- Québec : 16 octobre 2007

- États-Unis : 2,53 millions de téléspectateurs[9] (première diffusion)
- France : 1,5 million de téléspectateurs (première diffusion)

- Rick Fox (Daunte Jones)
- Conrad Goode (Bear)
- Ernest Waddell (Derek Sommers)
- Kelsey Chow (Gigi Silveri)

## Épisode 9:Dernière ligne droite ...
- États-Unis : 29 novembre 2006
- France : 10 décembre 2008
- Québec : 23 octobre 2007

- États-Unis : 4,21 millions de téléspectateurs[10] (première diffusion)
- France : 1,9 million de téléspectateurs (première diffusion)

- Rick Fox (Daunte Jones)
- Conrad Goode (Bear)
- Bevin Prince (Bevin Mirskey)
- Kelsey Chow (Gigi Silveri)

## Épisode 10:Question de vie ou de mort
- États-Unis : 6 décembre 2006
- France : 11 décembre 2008
- Québec : 30 octobre 2007

- États-Unis : 4,24 millions de téléspectateurs[11] (première diffusion)
- France : 1,7 million de téléspectateurs (première diffusion)

- Craig Sheffer (Keith Scott)

## Épisode 11:Le vrai et le faux
- États-Unis : 17 janvier 2007
- France : 12 décembre 2008
- Québec : 6 novembre 2007

- États-Unis : 2,18 millions de téléspectateurs[12] (première diffusion)
- France : 2,0 millions de téléspectateurs (première diffusion)

- Elisabeth Harnois (Shelly Simon)
- Kelsey Chow (Gigi Silveri)
- Shawn Shepard (Proviseur Turner)

## Épisode 12:Nouveaux espoirs
- États-Unis : 24 janvier 2007
- France : 10 octobre 2007
- Québec : 13 novembre 2007

- États-Unis : 2,26 millions de téléspectateurs[12] (première diffusion)
- France : 2,1 millions de téléspectateurs (première diffusion)

- Elisabeth Harnois (Shelly Simon)
- Bevin Prince (Bevin Mirskey)
- Stephen Colletti (Chase Adams)
- Shawn Shepard (Proviseur Turner)

Chase, nouvelle recrue du club des Jeunes chastes, commence à intéresser Brooke. Micro va tomber amoureux de Shelly, la chef du club. Le principal du Lycée découvre que quelqu'un a volé les tests. Karen et Dan se rapprochent beaucoup, ce qui inquiète Deb.

## Épisode 13:Une heure pour tout changer
- États-Unis : 7 février 2007
- France : 20 octobre 2007
- Québec : 20 novembre 2007

- États-Unis : 2,85 millions de téléspectateurs[13] (première diffusion)
- France : 1,9 million de téléspectateurs (première diffusion)

- Elisabeth Harnois (Shelly Simon)
- Bevin Prince (Bevin Mirskey)
- Stephen Colletti (Chase Adams)
- Amber Wallace (Glenda Farrell)

## Épisode 14:Partenaires particuliers
- États-Unis : 14 février 2007
- France : 27 octobre 2007
- Québec : 27 novembre 2007

- États-Unis : 2,25 millions de téléspectateurs[14] (première diffusion)
- France : 2,4 millions de téléspectateurs (première diffusion)

- Elisabeth Harnois (Shelly Simon)
- Bevin Prince (Bevin Mirskey)
- Stephen Colletti (Chase Adams)
- Shawn Shepard (Proviseur Turner)

## Épisode 15:Jour de bal...
- États-Unis : 21 février 2007
- France : 27 octobre 2007
- Québec : 4 décembre 2007

- États-Unis : 3,15 millions de téléspectateurs[15] (première diffusion)
- France : 1,4 million de téléspectateurs (première diffusion)

- Matt Barr (Derek/Ian Banks)
- Bevin Prince (Bevin Mirskey)
- Stephen Colletti (Chase Adams)
- Cullen Moss (Junk)
- Vaughn Wilson (Fergie)

## Épisode 16:Une dernière danse
- États-Unis : 2 mai 2007
- France : 27 octobre 2007
- Québec : 11 décembre 2007

- États-Unis : 3,28 millions de téléspectateurs[11] (première diffusion)
- France : 2,5 millions de téléspectateurs (première diffusion)

- Matt Barr (Derek/Ian Banks)
- Bevin Prince (Bevin Mirskey)
- Allison Scagliotti(Abby Brown)
- Shawn Shepard (Proviseur Turner)
- Amber Wallace (Glenda Farrell)

## Épisode 17:Virée au Texas
- États-Unis : 9 mai 2007
- France : 3 novembre 2007
- Québec : 18 décembre 2007[16]

- États-Unis : 2,95 millions de téléspectateurs[17] (première diffusion)
- France : 2,3 millions de téléspectateurs (première diffusion)

- Tyler Hilton (Chris Keller)

## Épisode 18:Ouvre les yeux
- États-Unis : 16 mai 2007
- France : 3 novembre 2007
- Québec : 8 janvier 2008[18]

- États-Unis : 2,71 millions de téléspectateurs[19] (première diffusion)
- France : 2,5 millions de téléspectateurs (première diffusion)

- Matt Barr (Ian Banks)
- Allison Scagliotti (Abby Brown)
- Stephen Colletti (Chase Adams)
- Sean Young (Hope Brown)

Lucas n'arrête pas de penser à ce qu'avait dit Keith le jour de son accident et il finit par interroger Abby à ce sujet. Elle lui dit toute la vérité sur Dan afin qu'il sache que c'est lui qui a tué Keith. Brooke aide Peyton qui est traumatisée par l'agression violente qu'elle a subie.

## Épisode 19:La fin des rêves
- États-Unis : 30 mai 2007
- France : 10 novembre 2007
- Québec : 15 janvier 2008

- États-Unis : 2,06 millions de téléspectateurs[20] (première diffusion)

- Kelsey Chow (Gigi Silveri)
- Stephen Colletti (Chase Adams)
- Shawn Shepard (Proviseur Turner)

La signature de l'album des finissants apporte son lot d'inscriptions senties et de crève-cœurs, et donne à Micro une chance de montrer à quel point il est un vrai ami. Lucas se met en route pour une épreuve de force avec Dan.
- Anecdote : Dans le livre de classe, le but dans la vie de Lucas est de trouver le Yéti avant Haley ("To find the big foot before Haley")

## Épisode 20:La remise des diplômes
- États-Unis : 6 juin 2007
- France : 10 novembre 2007
- Québec : 22 janvier 2008

- États-Unis : 2,11 millions de téléspectateurs[21] (première diffusion)

- Bevin Prince (Bevin Mirskey)
- Stephen Colletti (Chase Adams)
- Shawn Shepard (Proviseur Turner)

## Épisode 21: Ce n'est qu'un au revoir...
- États-Unis : 13 juin 2007
- France : 10 novembre 2007
- Québec : 29 janvier 2008[22]

- États-Unis : 2,50 millions de téléspectateurs[23] (première diffusion)

- Elisabeth Harnois (Shelly Simon)
- Bevin Prince (Bevin Mirskey)
- Stephen Colletti (Chase Adams)
- Cullen Moss (Junk)
- Vaughn Wilson (Fergie)

## Audiences aux États-Unis
La quatrième saison de Les Frères Scott  (One Tree Hill) a réuni 2,98 millions de téléspectateurs américains.
| N° Épisode | Titre anglais                           | Chaîne | Date de diffusion originale | États-Unis (en millions de téléspectateurs) |
| ---------- | --------------------------------------- | ------ | --------------------------- | ------------------------------------------- |
| 1          | The Same Deep Water As You              | The CW | 27 septembre 2006           | 3,64                                        |
| 2          | Things I Forgot At Birth                | The CW | 4 octobre 2006              | 3,09                                        |
| 3          | Good News For People Who Love Bad News  | The CW | 11 octobre 2006             | 3,28                                        |
| 4          | Can't Stop This Thing We've Started     | The CW | 18 octobre 2006             | 2,95                                        |
| 5          | I Love You But I've Chosen Darkness     | The CW | 25 octobre 2006             | 3,57                                        |
| 6          | Where Did You Sleep Last Night ?        | The CW | 8 novembre 2006             | 3,52                                        |
| 7          | All These Things That I've Done         | The CW | 15 novembre 2006            | 3,25                                        |
| 8          | Nothing Left To Say But Goodbye         | The CW | 22 novembre 2006            | 2,53                                        |
| 9          | Some You Give Away                      | The CW | 29 novembre 2006            | 4,21                                        |
| 10         | Songs To Live And Die By                | The CW | 6 décembre 2006             | 4,24                                        |
| 11         | Everything In It's Right Place          | The CW | 17 janvier 2007             | 2,18                                        |
| 12         | ‘’ Resolve                              | The CW | 24 janvier 2007             | 2,26                                        |
| 13         | Pictures Of You                         | The CW | 7 février 2007              | 2,85                                        |
| 14         | Sad Songs For Dirty Lovers              | The CW | 14 février 2007             | 2,25                                        |
| 15         | Prom Night At Hater High                | The CW | 21 février 2007             | 3,15                                        |
| 16         | You Call It Madness, But I Call It Love | The CW | 2 mai 2007                  | 3,28                                        |
| 17         | It Gets The Worst At Night              | The CW | 9 mai 2007                  | 2,95                                        |
| 18         | The Runaway found                       | The CW | 16 mai 2007                 | 2,71                                        |
| 19         | Ashes Of Dreams You Let Die             | The CW | 30 mai 2007                 | 2,06                                        |
| 20         | The Birth And Death Of The Day          | The CW | 6 juin 2007                 | 2,11                                        |
| 21         | All Of A Sudden I Miss Everyone         | The CW | 13 juin 2007                | 2,50                                        |